# Welschnofen
Welschnofen är en ort och kommun i provinsen Sydtyrolen i regionen Trentino-Sydtyrolen i Italien. Kommunen hade 1 973 invånare (2018).